# Rubányi Vilmos
Rubányi Vilmos (eredeti neve: Roubal Vilmos) (Budapest, 1905. április 30. – Budapest/Debrecen, 1972. december 14.) magyar zeneszerző, karmester, zeneigazgató. Roubal Vilmos fia.

## Életpályája
Tanulmányait a Zeneakadémián Siklós Albertnél és a Nemzeti Zenedében végezte. 1919-ben a Városi Színházhoz került, amelynek 1922-től karmestere volt. 1924–1944 között volt a Magyar Állami Operaház repertoár karmestere volt. 1945 után Győrben zenekarszervező volt. 1948–1949 között részt vett a Csokonai Nemzeti Színház operatagozatának megalakításában. 1949–1954 között a debreceni MÁV Szimfonikus Zenekart vezényelte. 1954–1957 között a Szegedi Nemzeti Színház karmestere volt. 1957–1958 között a Miskolci Nemzeti Színház zeneigazgatója volt. 1958–1961 között a Csokonai Nemzeti Színház karmestere, 1961–1971 között zeneigazgatója volt. 1971-ben nyugdíjba vonult.
Szerepelt Angliában, Franciaországban, Németországban, Olaszországban, Ausztriában és Csehszlovákiában.
Sírja a Farkasréti temetőben található.

## Díjai
- Érdemes művész (1964)